# 충청남도경찰청
충청남도경찰청(忠淸南道警察廳, 영어: Chungnam Provincial Police Agency)은 충청남도의 치안에 관한 사무를 관장하는 기관이다. 청장은 치안감으로 보한다.

## 역사
- 1945년 8월 15일 해방당시 충청남도 경찰부 발족
- 1946년 4월 10일 행정기구 개편으로 제3관구 경찰청 설립
- 1948년 10월 18일 충청남도지사 산하 충청남도 경찰국으로 개칭
- 1991년 8월 21일 충청남도 경찰국이 충청남도지방경찰청으로 변경
- 2007년 7월 2일 대전지방경찰청 분청으로 대전광역시 전 지역이 대전지방경찰청으로 이관
- 2013년 10월 1일 대전광역시 중구 선화동에서 내포신도시 신청사로 이전
- 2019년 6월 25일 세종지방경찰청 분청으로 세종특별자치시 전 지역이 세종지방경찰청으로 이관
- 2021년 1월 1일 자치경찰제 도입에 따라 충청남도경찰청으로 개칭

## 조직
청장
- 1부장
- 2부장
- 청문감사담당관
- 홍보담당관

| - 정보화장비과 - 경무과 - 경무계 - 기획예산계 - 인사계 - 교육계 - 경리계 - 생활안전과 - 생활안전계 - 생활질서계 | - 수사과 - 수사1·2계 - 강력계 - 마약수사대 - 과학수사대 - 사이버수사대 - 광역수사대 | - 경비교통과 - 교통계 - 교통안전계 - 교통조사계 - 고속도로순찰대 - 경비경호계 - 작전의경계 | - 정보과 - 정보1·2·3·4계 - 외근계 - 보안과 - 보안1계 - 외사계 | - 여성청소년과 - 여성보호계 - 아동청소년계 - 112종합상황실 |

## 경찰관서
| - 천안서북경찰서 - 천안동남경찰서 - 서산경찰서 - 논산경찰서 - 아산경찰서 | - 공주경찰서 - 보령경찰서 - 당진경찰서 - 홍성경찰서 - 예산경찰서 | - 부여경찰서 - 서천경찰서 - 금산경찰서 - 청양경찰서 - 태안경찰서 |  |

- 현재 계룡시의 경찰 업무는 논산경찰서가 겸한다.

## 사건사고
- 1993년 4월 30일에 충청북도 보은군 내속리면에서 충남경찰항공대 소속의 MD500이 추락해 3명이 사망하였다.[2]